# لا پش، کبک
لا پش (به فرانسوی: La Pêche) شهری در منطقه شهری له کولین-دو-لوتاوه ناحیه اوتاوه در استان کبک کانادا است. در سرشماری سال ۲۰۱۱ این شهر ۶٬۶۷۹ نفر جمعیت داشته‌است و مساحت آن ۵۹۷٫۱۴ کیلومتر مربع است.